# ためいき (シャ乱Qの曲)
『ためいき』は1998年5月13日にBMGジャパン）より発売されたシャ乱Qの16枚目のシングル。

## 内容
テレビ朝日系ドラマ『凄絶!嫁姑戦争 羅刹の家』主題歌。表題曲・C/Wにおける作詞・作曲の手法は「パワーソング」から3作連続に渡って行った。

## 収録曲
全編曲：シャ乱Q
1. ためいき
作詞・作曲：つんく
2. 宿命
作詞：まこと　作曲：はたけ
3. ためいき(inst.)

## 収録アルバム
- ベストアルバム おまけつき '96〜'99 (#1)
- BEST OF HISTORY (#1)

※本作以降に発売したシングル曲すべてベスト・アルバムのみの収録。